# Selemselae
Selemselae (łac. Diocesis Selemselitanus) – stolica historycznej diecezji w Cesarstwie rzymskim w prowincji Afryka Prokonsularna, sufragania metropolii Kartagina. Współcześnie w Tunezji. Obecnie katolickie biskupstwo tytularne.

## Biskupi tytularni
| Lp. | Biskup                            | Funkcja                                       | Od                   | Do                  |
| --- | --------------------------------- | --------------------------------------------- | -------------------- | ------------------- |
| 1   | Miguel Angel Machado y Escobar    | emerytowany biskup San Miguel (Salwador)      | 10 stycznia 1968     | 3 października 1983 |
| 2   | José María Arancedo               | biskup pomocniczy Lomas de Zamora (Argentyna) | 4 marca 1988         | 19 listopada 1991   |
| 3   | Jaume Traserra Cunillera          | biskup pomocniczy Barcelony (Hiszpania)       | 9 czerwca 1993       | 28 lipca 2001       |
| 4   | Josep Ángel Saiz Meneses          | biskup pomocniczy Barcelony (Hiszpania)       | 30 października 2001 | 15 czerwca 2004     |
| 5   | Gustavo Rodolfo Mendoza Hernández | biskup pomocniczy Santiago (Gwatemala)        | 9 lipca 2004         |                     |